# ایسامو ایماکاکه
ایسامو ایماکاکه (انگلیسی: Isamu Imakake؛ زادهٔ ۲۲ آوریل ۱۹۶۸) پویانما، کارگردان فیلم، تهیه‌کننده تلویزیونی، کارگردان نمایش، مانگاکا، و تصویرگر اهل ژاپن است.